# Liaison (militaire)
Pour les articles homonymes, voir Liaison.
Dans la terminologie militaire, la liaison marque la permanence du contact, informationnel et/ou tactique, entre deux ou plusieurs unités combattantes de la même partie belligérante. Dans son acception informationnelle, la liaison inclut tant les contenus des messages échangés entre ces unités que les actions qui permettent l’établissement et le maintien des échanges. Elle englobe aussi, par extension, les agents porteurs des messages. Dans son acception tactique, la liaison désigne la continuité de la ligne de front assurée, initialement selon le plan de bataille, par le positionnement adéquat des troupes amies sur le terrain, puis, dans le cours des hostilités, par la pertinence des mouvements des troupes de la même partie lors des phases offensives/défensives, amies et ennemies.
La qualité et la continuité de la liaison sous toutes ses formes sont cruciales aux niveaux opérationnel, tactique, stratégique de l'action militaire et à tous les stades du renseignement militaire, en temps de paix et en temps de guerre. 

## La transmission d’informations entre unités militaires
La relation informationnelle, couramment appelée « liaison », entre unités combattantes de la même partie belligérante, assure leur coordination dans l’action en vue de la réussite de leur mission. 
- Au sol, chaque unité doit connaître les positions exactes des unités voisines de même rang, depuis la section d’infanterie jusqu’au corps d’armée. Elle doit aussi en connaître les actions à venir, décidées par la hiérarchie et communiquées aux unités, mais, dans les faits, souvent empêchées ou contraintes par les actions et réactions de l’ennemi. L'histoire retient plus fréquemment les défauts de liaison entre les troupes terrestres que les liaisons riches et conservées tout au long des opérations. En effet, l’absence de liaison ou la mauvaise qualité de celle-ci peut entraîner des revers ponctuels voire des défaites définitives, historiquement décisives. Ainsi, dans l’après-midi du 18 juin 1815 à un moment-clé de la bataille de Waterloo, Napoléon espérait l'arrivée de la cavalerie de Grouchy mais ne voit que celle de Blücher qui extermine les restes de l’armée impériale. En cause, le retard pris par le maréchal Soult à transmettre au maréchal Grouchy les ordres de l'empereur[1].

- Le combat naval à toutes les époques exige des échanges d'information et la transmission rapide des ordres entre les capitaines pour la préparation de la bataille et l'enchaînement tactique des manœuvres pendant les opérations. Au XVIIIe siècle l'usage de pavillons dont la forme, la couleur, les séquences d'envoi sont préalablement codées est censé assurer la coordination recherchée[2]. L'emploi des pavillons s'est restreint à quelques situations d'urgencePiper L-4 (vers 1950).

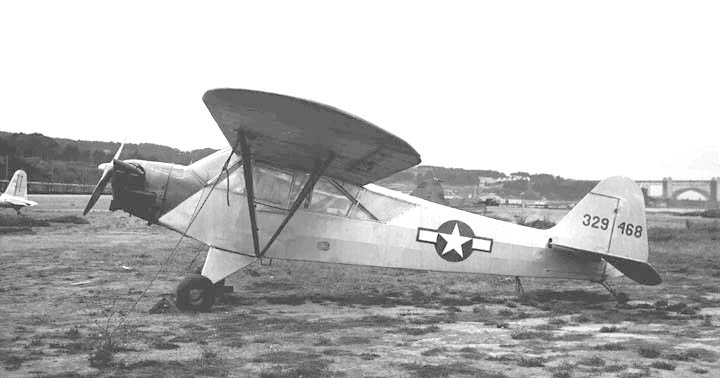
Piper L-4 (vers 1950).

- Depuis l’apparition de l’aviation militaire au début du XXe, les responsables militaires ont appris que les liaisons entre les aéronefs et les troupes au sol sont un gage de succès. A contrario, leur absence ou leur médiocrité est une cause d’échec voire de catastrophe militaire et humaine, par exemple lorsque l'aviation bombarde les positions de sa propre armée. La Première guerre mondiale a permis la mise au point des ces liaisons entre le sol et et l'avion[3]. Un tacticien, convaincu que « la liaison permet seule de maintenir l'unité d'action », va jusqu'à affirmer :

« La liaison ce n'est ni le coureur, ni l'automobile, ni la signalisation, ni le téléphone, ni même la T. S. F. (que l'ennemi peut brouiller quand il n'a pas intérêt à « écouter»), la liaison c'est l'avion. »

Sauf dans des contextes de terrains et d'opérations très particulières, il est probable que l'avion de liaison n'a plus de raison d'être à l'heure de la géolocalisation et de la photo par satellite, dont la précision atteint quelques centimètres dans l'aérospatiale militaire.

## Les agents de la liaison militaire

### Les êtres vivants

#### Les humains
Le plus célèbre des agents de liaison humain est sans conteste Philippidès, le courrier qui, en 490 av. J.-C., s’élance depuis Marathon vers Athènes pour annoncer la victoire de ses troupes à l’issue de la bataille contre les Perses. Cette liaison, qu’il paye de sa vie, permet aux Athéniens de se préparer à un nouveau débarquement de leurs ennemis au plus près de leur ville.
Depuis le XVIe siècle et jusque dans le premier tiers du XXe siècle, le militaire chargé d'aller porter un ordre ou un avis quelconque est aussi appelé estafette :

« Malgré l'emploi du télégraphe, du téléphone et de la T.S.F. dans les armées modernes, l'emploi des estafettes est souvent le seul moyen de liaison auquel on puisse recourir sur les champs de bataille d'aujourd'hui. »

Ce rôle est codifié avec précision par le Grand quartier général en décembre 1915 :

« En ce qui concerne la liaison au combat, chaque grande unité : Armée, Corps d'Armée, Division,
détache, en principe, un agent de liaison auprès des unités subordonnées [...] Au-dessous de l'échelon Division, c'est l'unité subordonnée qui détache un agent de liaison auprès de l'unité supérieure. En outre, toute unité, quelle qu'elle soit, détache un
agent de liaison auprès des unités voisines..  [...] Les agents de liaison ont pour mission de renseigner leur chef. »

Sur le terrain, l'agent de liaison peut aussi être le guide de ses camarades de combat. Dans le dédale des boyaux de tranchées de la Première guerre, de jour mais surtout de nuit, un indispensable agent de liaison conduit les troupes montantes vers leurs positions : 

« Au seuil de son bureau, le chef d'état-major m'accueille : La relève aura lieu ce soir. Vous trouverez à la sortie est du village de X... un agent de liaison qui vous conduira à votre poste. »

L'officier de liaison est un autre cas particulier d'agent de liaison. Son grade est fonction du niveau de l'unité à l'état-major de laquelle il est affecté. Ses missions varient selon le type d'engagement de son unité de rattachement. 
- Dans le cas d'une grande unité nationale opérant avec d'autres unités nationales « les liaisons par officier d'état-major sont pour le commandement un moyen d'être renseigné rapidement sur les conditions d'exécution de certains ordres particulièrement importants, sur les événements qui peuvent surgir au cours de cette exécution, et sur les besoins des troupes à un moment donné »[9].
- Dans le cas d'unités nationales opérant avec des unités alliées, l'officier de liaison maintient les contacts entre les état-majors des unités de même niveau, transmet des informations de position, d'intentions tactiques. Il n'a pas, en principe, le pouvoir de transmettre des ordres entre unités alliées. Des capacités linguistiques et une connaissance de la culture militaire de l'armée alliée auprès de laquelle il (elle) est détaché(e) sont requises pour exercer ce type de mission.

« Le premier officier de liaison, qui me fut envoyé par l’armée britannique, nous étonna par l’aisance parfaite avec laquelle il parlait le français et par sa connaissance de tout ce qui concernait la France, ainsi que par la sympathie particulière qu’il nous témoignait. Nous apprîmes vite que cet officier anglais n’était autre que le prince Louis d'Orléans-Bragance, petit-fils de don Pedro, empereur détrôné du Brésil, et arrière-petit-fils du prince de Joinville. Sa mission fut de courte durée. »

#### Les animaux
Peut être employé comme agent de liaison tout animal capable de retrouver seul son chemin vers une destination précise. L'animal de liaison le plus connu et distingué depuis l'Antiquité pour sa rapidité et sa fiabilité est le pigeon voyageur. Le chien peut également porter seul des messages d'une unité à une autre. Quant à l'animal monté, cheval, âne, chameau, ..., il devient l'auxiliaire de l'humain dans une mission de liaison.

Les animaux agents de liaison.
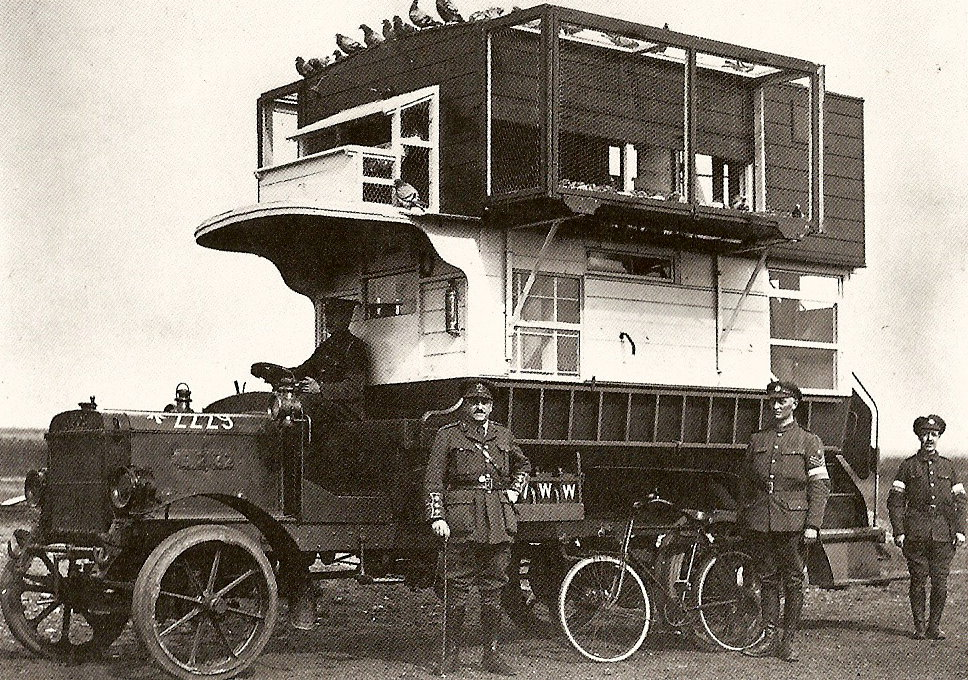
Pigeonnier militaire anglais mobile.
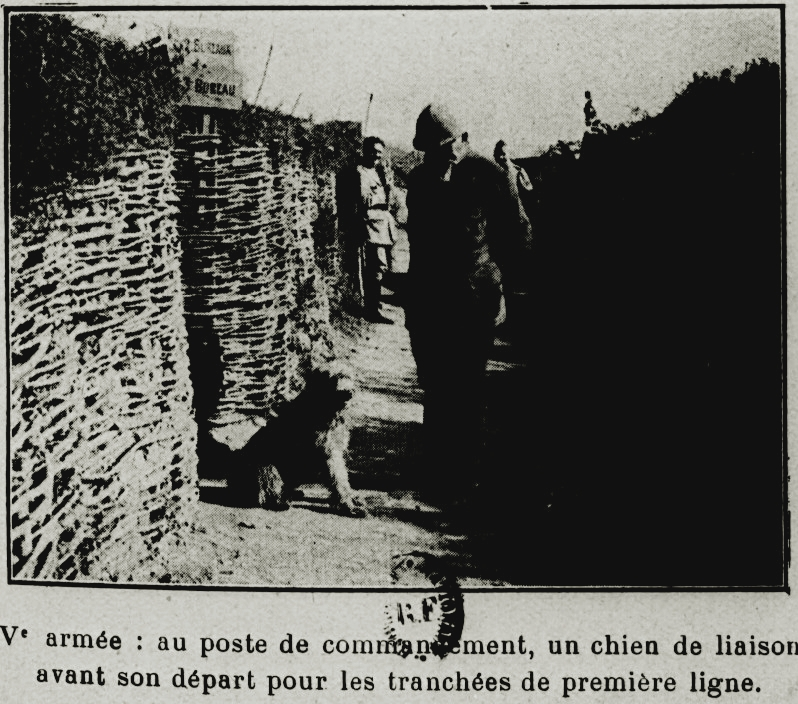
Chien français (1915).
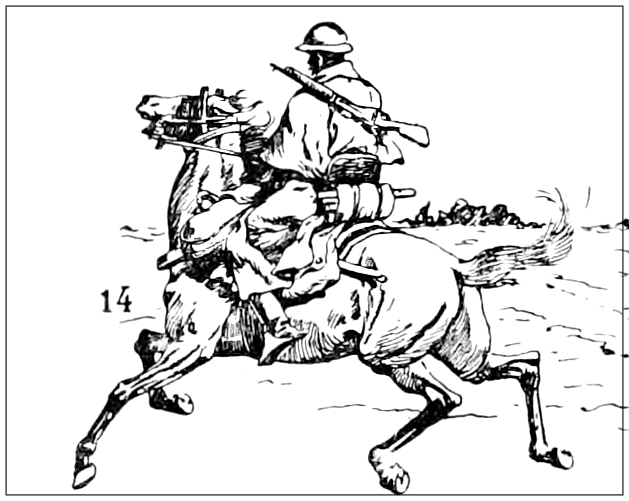
Spahi en estafette.

### Les matériels

#### Matériels statiques
On peut regrouper dans cette catégorie tous les matériels qui permettent de transmettre des signaux. Cela va de la tour à feu au satellite, en passant par le télégraphe Chappe, le téléphone, particulièrement le téléphone de tranchée, la radio, le sémaphore, les pavillons et fanions ainsi que tout autre moyen de signalisation optique ou auditive.

#### Matériels mobiles
Les matériels mobiles de liaison sont les moyens de transports terrestres, aériens, navals, permettant le déplacement de l'agent de liaison humain. Il peut s'agir de moyens banalisés exploités militairement en période de conflit, comme la voiture de liaison, ou de moyens spécifiquement conçus pour cet usage comme les véhicules de reconnaissance, blindés légers depuis la Première guerre mondiale.

### L'humain connecté
L'avènement des technologies développées dans le premier quart du XXIe siècle, permet d'envisager la possible fin de la liaison militaire ancestrale assurée par un humain d'un côté et par des matériels d'un autre côté. Désormais l'unité combattante, y compris ses composants individuels, est elle-même un agent de liaison connecté, à la fois émettrice et réceptrice, informée automatiquement et en temps réel de la situation opérationnelle et de la position géographique de toutes les autres unités, de rang égal, supérieur et inférieur, avec lesquelles elle doit opérer et dont éventuellement elle reçoit les ordres instantanément. 

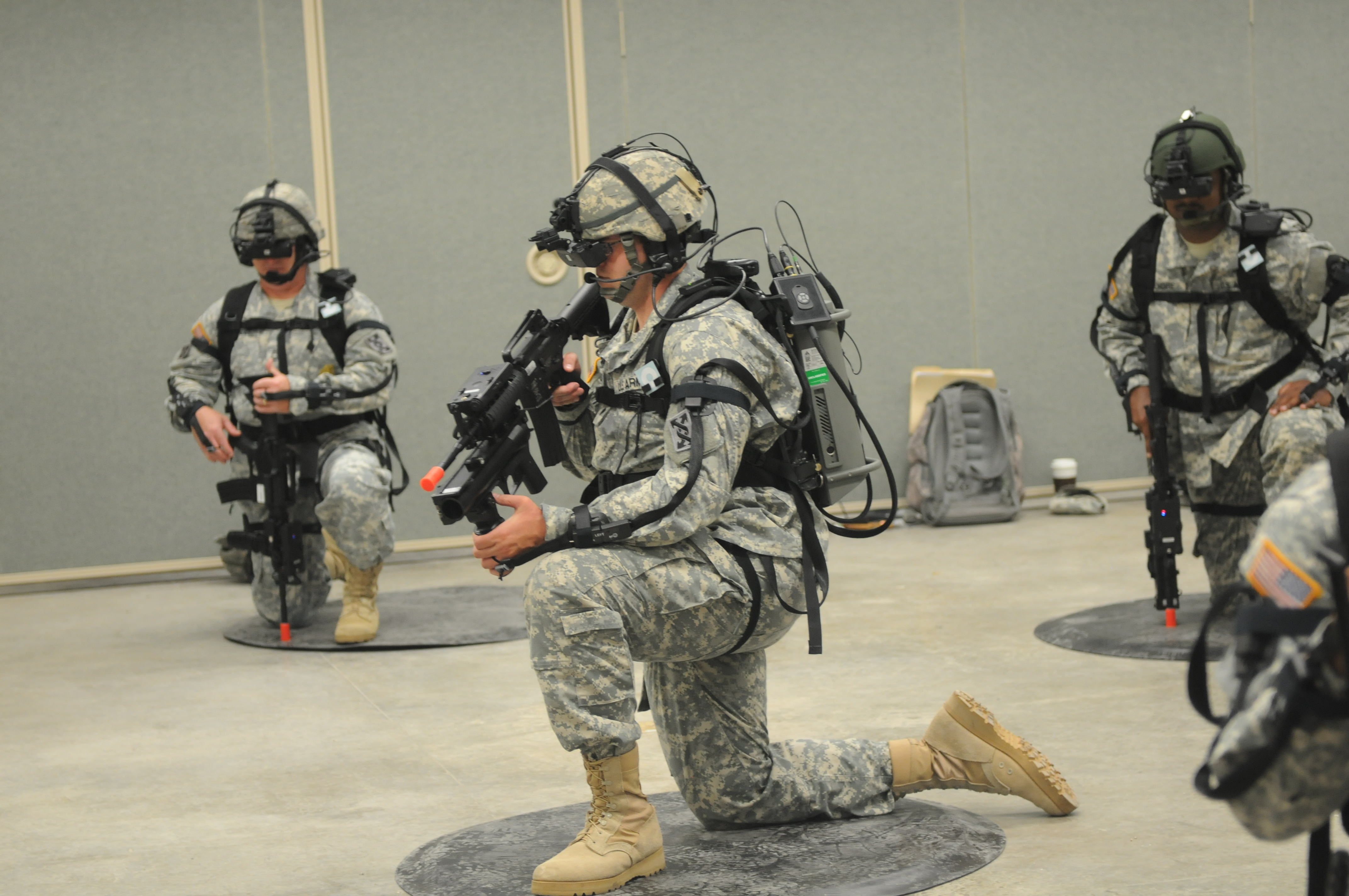
Réservistes américains équipés en réalité virtuelle.

Le  fantassin du XXIe siècle, en plus de son arme, transporte une véritable centrale de liaisons automatisées : 

« Le soldat connecté, doit disposer d'une caméra avec intensification de lumière et d'un ostéophone pour communiquer directement avec les autre membres de la section. Les appareils de visée sont reliés aux systèmes de communication [...] Le potentiel de la réalité augmentée est immense [...] La position des forces amies, des plateformes automatisées ou des unités ennemies connues peut être affichée avec des symboles de couleur. »

Ces évolutions technologiques bouleversent les bases de l'opérationnel militaire. En rendant le champ de bataille transparent, elles obligent à une révision fondamentale des tactiques de combat et conduisent à des ruptures stratégiques.

## La liaison: facteur de continuité de la ligne de front

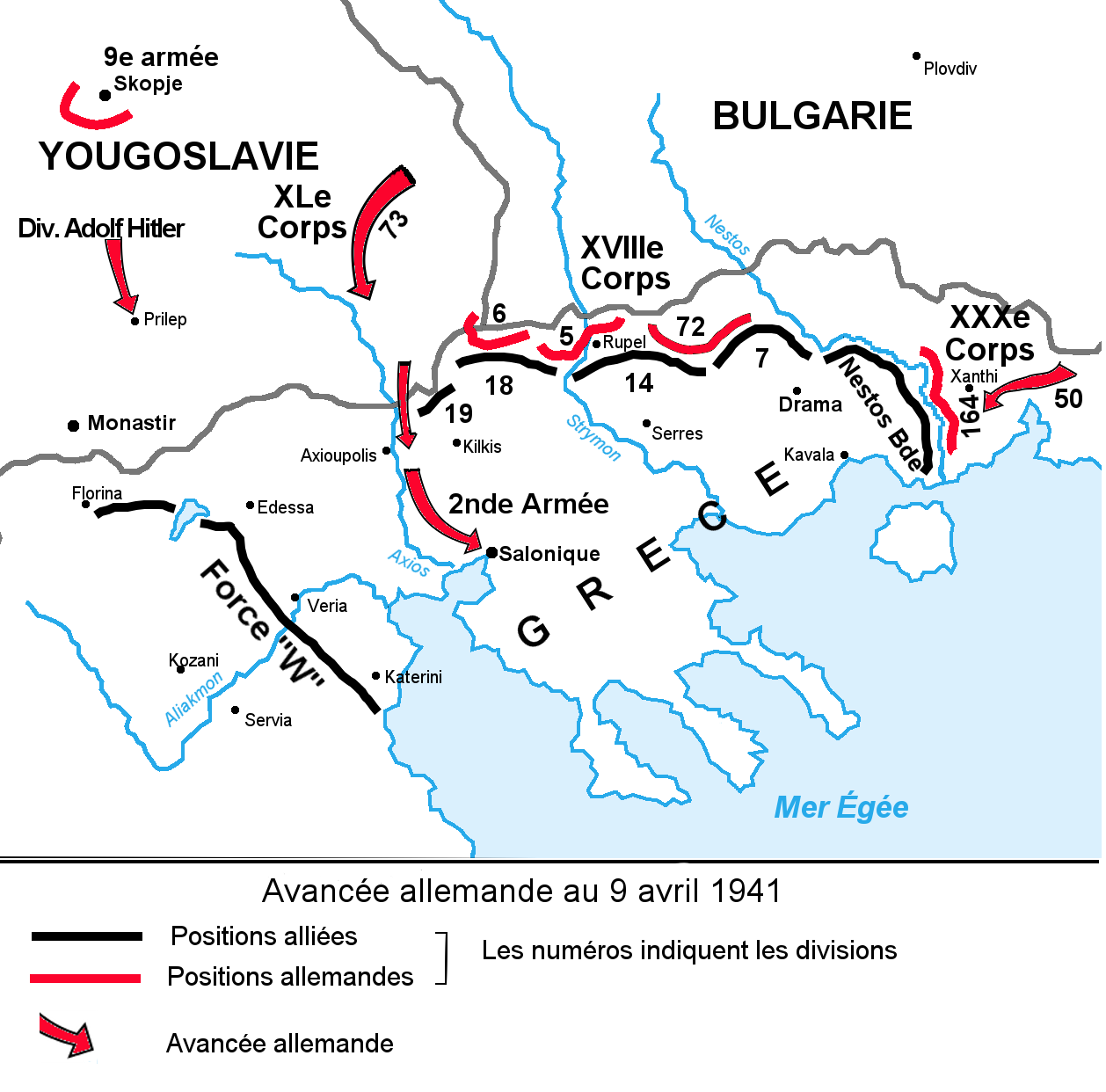

En plus de son contenu informationnel, toujours présent, la liaison sur la ligne de front désigne le fait que les unités qui font face à l'ennemi ne laissent entre elles aucun intervalle par lequel il pourrait s'infiltrer puis les contourner et, éventuellement, les prendre à revers. Il s'agit donc à la fois d'une technique d'occupation du terrain, du placement des troupes et aussi de la qualité et de la permanence de la communication entre les échelons de commandement, ceux qui décident des mouvements offensifs ou défensifs de leurs troupes respectives. En 1941, l'armée allemande (flèches rouges) gagne la bataille de Grèce grâce à sa percée décisive vers le sud permise par la longue rupture de liaison entre les positions alliées de la Force W et celles de la 2e armée (lignes noires) à l'ouest et au nord de Thessalonique (voir sur la carte ci-contre les mouvements du 9 avril 1941). 
150 ans plus tôt les troupes françaises avaient bénéficié du même type d'insuffisance tactique pour battre l'armée autrichienne :

« [En 1800], l'armée d'Italie était sur la ligne du Mincio. Entre elle et l'armée du Rhin, la liaison, devait être établie par une seconde armée de réserve ou armée des Grisons, commandée par le général Macdonald, qui devait s'avancer par la crête des Alpes, envahir le Tyrol italien et occuper les hautes vallées de l'Adige et de la Drave, pour tourner la droite de l'armée autrichienne d'Italie. »

## La liaison des armes: doctrine militaire et instruction des troupes
Au cours de la Campagne contre l'Allemagne, le Grand quartier général français rédige à la fin de 1915 une Instruction sur la Liaison. Son préambule résume ainsi les éléments fondamentaux de la doctrine :

« La liaison a pour but :

- de permettre au Commandement de se tenir constamment au courant de la situation des unités sous ses ordres ;

- d'assurer entre les différents échelons du Commandement, entre l'Infanterie et l'Artillerie et entre les unités voisines, la transmission des ordres, demandes, comptes rendus et renseignements et, d'une manière générale, de toutes les communications nécessaires pour obtenir la convergence des efforts et en particulier le concours intime de l'Infanterie et de l'Artillerie.

Elle est établie initialement par les ordres d'opérations qui précisent les missions et font connaître à chacun des exécutants les unités de son arme ou des autres armes avec lesquelles il doit coopérer. »

Par armes, on entend ici les grandes divisions de l'armée, c'est-à-dire :
- l'armée de terre, elle-même composée principalement de l'infanterie, de la cavalerie, devenue arme blindée, et de l'artillerie, auxquelles il convient d'ajouter a minima, le génie, les transmissions, l'aviation légère.
- l'armée de l'air, elle-même composée principalement d'unités de chasse, d'unités de bombardement, d'unités de ravitaillement et logistique.
- la marine, elle-même composée principalement de la flotte de surface, de la flotte sous-marine, de l'aéronavale, de troupes d'assaut, fusiliers-marins et commandos.

La doctrine militaire s'est penchée sur la coordination des armes, tant pour en réaffirmer la nécessité que pour apporter des recommandations à sa préparation et à sa mise en œuvre. En 1872, dans son traité de tactique générale, l'officier et écrivain militaire suisse Wilhem Friedrich Rüstow (de) considère la liaison des armes dans le combat comme une notion fondamentale. Il donne plusieurs exemples de manoeuvres permettant que « les armes ne se gênent pas mutuellement ». 
Dix ans plus tard, en France, les liaisons font partie des matières enseignées aux officiers de l'armée de terre pour préparer les épreuves du brevet d’état-major. On relève deux thèmes sur ce sujet dans les programmes des épreuves du concours de 1883 : « Avant-postes de la cavalerie en liaison avec les autres armes », « Emploi de l'artillerie pour assurer la liaison entre deux corps d'armée ».
Aux échelons inférieurs, un tacticien français de l'après Première Guerre ressent encore le besoin d'affirmer : « Dans tout dispositif ouvert et échelonné, tel que ceux qui sont imposés par la puissance du feu, la cohésion des unités et la coordination des efforts ne sont obtenues que grâce à une liaison étroite et constante. » Ceci l'amène à recommander que les cavaliers soient instruits à la pratique des liaisons « [1] à cheval, entre les patrouilles dans le peloton, entre les pelotons dans l'escadron, entre les escadrons dans le régiment [2] à pied entre les groupes de combat dans la section, entre les sections dans la compagnie, entre les compagnies dans le bataillon. »